# Дом в тысячу этажей
«Дом в тысячу этажей» (чеш. Dům o tisíci patrech) — фантастический роман-антиутопия с элементами абсурда чешского писателя Яна Вайсса, впервые изданный в 1929 году. В СССР роман издавался три раза : в 1971 году издательством «Мир» (серия Зарубежная фантастика), 1986 издательство «Радуга» (серия Библиотека фантастики), и 1988 -издательство « Правда» (серия Мир приключений).

## Сюжет
Главный герой, Пётр Брок, просыпается на лестничной площадке в подъезде бесконечно высокого дома. В кармане он находит записную книжку частного следователя, нанятого объединённым правительством мира и направленным на остров Гордыни в построенный там Муллер-дом, и начинает ассоциировать себя с ним. Цитадель, небоскрёб размером в тысячу этажей, построенный из фантастического материала солиума, в который переселилось большинство живущих в мире людей, дом представлен в виде отдельного государства, управляемого таинственным и загадочным Огисфером Муллером. Главная задача, поставленная перед Броком — разыскать и спасти принцессу Тамару, похищенную среди прочих молодых и красивых женщин зловещим диктатором, а также, если подтвердятся худшие предположения, убить Муллера. Против сыщика выступает банда отъявленных головорезов, убийц и отравителей. Однако, Пётр Брок имеет перед ними явное преимущество: он невидим для окружающих. Параллельно развивается сюжет пролетарской революции, против которой приспешники Муллера пытаются применить самые необычные средства, в том числе газ СИО, от которого люди стареют в течение нескольких часов. Но Пётр Брок обращает этот газ против самих наёмников Муллера и выполняет поставленные задачи, но, как кажется, ценой жизни… и в последней главе романа становится ясно, что все описываемые события — не более, чем лихорадочный сон тифозного военнопленного времён Первой мировой войны.

## Основа
Чешский критик Иржи Хаек отмечает, что для творчества Вайсса характерно присутствие абсурдистских мотивов и частое обращение ко сну; «одержимость» Вайсса проблемой сна имела жизненный, автобиографический источник. Во время Первой мировой войны Вайсс был мобилизован, на русском фронте был взят в плен и несколько месяцев, пребывая в горячечном бреду, провёл в тифозном «бараке смерти». В биографической заметке он часто вспоминал живые «стеклянные сны», врезавшиеся в память. Сам Вайсс писал: «…без сна с жёлтой лампочкой в бараке лагеря для военнопленных, куда герой вновь и вновь возвращается, не было бы и дома в тысячу этажей, который должен был наконец обрушиться, чтобы пленный мог пробудиться для реальной жизни».